# 사마규
동무성대후 사마 규(東武城戴侯 司馬馗)는 조위의 관료로, 자는 계달(季達)이며, 사례 하내군 온현 사람이다. 사마방의 4남이자 사마랑·사마의·사마부 형제의 아우로, 팔왕의 난의 주요 인물 가운데 한 사람인 동해왕 사마월의 조부이다. 사마팔달 가운데 넷째에 해당한다.

## 행적
조위에서 노상을 지내고 동무성후(東武城侯)에 봉해졌다. 죽은 후 시호를 대(戴)라 하였고, 태상에 추증되었다.

## 가계
- 아버지 : 무양성후 사마방
  - 형 : 사마랑 - 자는 백달(伯達)
  - 형 : 무양선문후 → 진선왕 → 선제(추존) 사마의 - 자는 중달(仲達)
  - 형 : 안평헌왕 사마부 - 자는 숙달(叔達)
  - 본인 : 동무성대후 사마규 - 자는 계달(季達)
  - 배우자 : 농서왕태비 왕(王)씨(? ~ 282년 11월)
    - 아들 : 동무성후 → 팽성목왕 사마권
      - 손자 : 팽성원왕 사마식

    - 아들 : 양정후(陽亭侯) → 농서왕 → 고밀문헌왕 사마태
      - 손자 : 동해효헌왕 사마월
      - 손자 : 동영공(東嬴公 또는 東瀛公) → 동연왕 → 신채무애왕 사마등
      - 손자 : 고밀효왕 사마략
      - 손자 : 평창공 → 남양왕 사마모

    - 아들 : 범양강왕 사마수
      - 손자 : 범양왕 사마효

    - 딸 : 사마씨 - 산기상시 주회의 처

  - 아우 : 사마순 - 자는 현달(顯達)
  - 아우 : 사마진 - 자는 혜달(惠達)
  - 아우 : 사마통 - 자는 아달(雅達)
  - 아우 : 사마민 - 자는 유달(幼達)

|